# Augusta Emma d'Este
Augusta Emma d'Este, baronne de Truro (11 août 1801 – 21 mai 1866) est la fille d'Augustus Frederick de Sussex (sixième fils du roi George III), plus tard duc de Sussex, de son mariage avec Augusta Murray, deuxième fille de John Murray (4e comte de Dunmore), et de la comtesse Charlotte Stewart.

## Biographie
Le prince se marie à Rome, et par la suite à St George's Hanover Square. À la mort de son père, Auguste d'Este réclame le duché ; mais la Chambre des lords refuse sa demande, au motif de la nullité du mariage du prince, qui est contracté sans le consentement de la Couronne, tel que requis par la Loi sur le mariage Royal de 1772.
Elle a des liens avec Ramsgate, résidant à Mount Albion House. Elle possède une quantité considérable de biens de grande valeur dans la ville, principalement situés sur la montagne d'Albion.
En 1845, quand elle a 44 ans et lui 63 ans, elle épouse en tant que deuxième épouse Thomas Wilde, plus tard, 1er baron de Truro (7 juillet 1782 – 11 novembre 1858). Ils n'ont pas d'enfants ensemble, bien que Lord Truro a eu trois enfants de son premier mariage.
Des années plus tard, elle souffre de sévères crises d'asthme et passe l'automne sur le continent. Elle retourne dans sa ville de résidence à Eaton Square, à Londres, où elle meurt subitement le 21 mai 1866.
Les funérailles ont lieu dans l'après-midi du lundi 28 mai 1866 à Saint-Laurent Église, Ramsgate. Elle est enterrée dans le mausolée familial (classé (Grade II). Elle laisse un patrimoine évalué à environ £70 000, dont plus de 40 000 livres est légué à des œuvres de charité.